# Le Mahogany
 (avril 2025).
Motif : Faible notoriété de ce supposé navire ayant coulé en Océanie. On ignore si les ouvrages cités dans la section « Bibliographie » comportent réellement des infos sur cette légende.
- Archive Wikiwix
- Bing
- Cairn
- DuckDuckGo
- E. Universalis
- Gallica
- Google
- G. Books
- G. News
- G. Scholar
- Persée
- Qwant
- (zh) Baidu
- (ru) Yandex
- (wd) trouver des œuvres sur Wikidata

| 1. | Préciser le motif de la pose du bandeau. | Précisez le motif de la pose du bandeau en utilisant la syntaxe suivante : {{admissibilité à vérifier\|date=avril 2025\|motif=remplacez ce texte par le motif}}                  |
| 2. | Informer les utilisateurs concernés.     | Pensez à avertir le créateur de l'article, par exemple, en insérant le code ci-dessous sur sa page de discussion : {{subst:avertissement admissibilité à vérifier\|Le Mahogany}} |

Le Mahogany est un supposé navire ayant coulé au large de Warrnambool.

## Légende
Une version raconte que trois chasseurs de phoques ont découverts « une ancienne épave » de bois sombre piégée dans les dunes entre Warrnambool et Port Fairy. Lorsque l’histoire est apparue pour la première fois dans les journaux environ 10 ans plus tard, la perspective d’un navire antérieur au capitaine Cook enterré dans les dunes du Sud-Ouest de Victoria a intrigué les chasseurs de trésors. Certains ont supposé qu’il s’agissait d’un navire au trésor portugais chargé d’or. Un autre rapport a suggéré que le navire avait été fabriqué en acajou, soutenant la théorie qu’il s’agissait d’une caravelle espagnole ou portugaise.
Kenneth McIntyre est le premier à publier la théorie selon laquelle l’épave pourrait être une caravelle portugaise dans son livre de 1977, The Secret History of Australia – Portuguese ventures 200 years before Captain Cook.

## Démystification
Cette théorie est considérée comme manquant de preuves réelles par des universitaires.
Il est possible que cette légende ait été inventée pour prouver l’expédition portugaise de 1522.

## Dans la culture populaire
Graeme Wylie a créé une réplique supposée du navire.